# Pennsylvania Turnpike
Le Pennsylvania Turnpike est une autoroute à péage de l'État de Pennsylvanie, aux États-Unis.
Longue de 830 km (514 mi) et divisée en trois sections, elle relie les principales agglomérations de Pennsylvanie, dont Philadelphie, Harrisburg et Pittsburgh.
Elle a été ouverte le 1er octobre 1940, devenant la première autoroute américaine, comparable aux Autobahns allemandes.

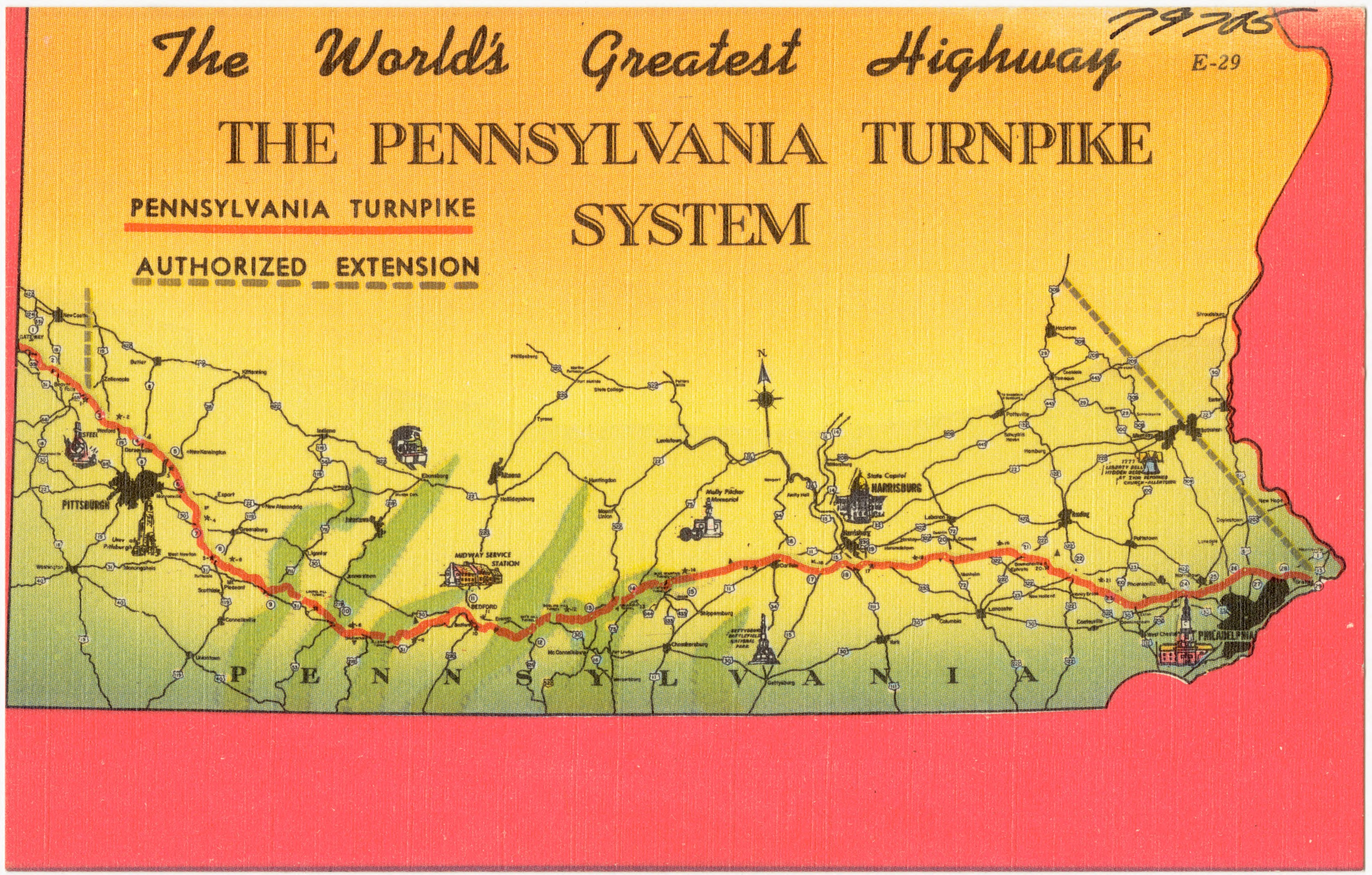
The world's greatest highway, the Pennsylvania Turnpike System. Carte postale Tichnor Brothers. Entre 1930 et 1945.
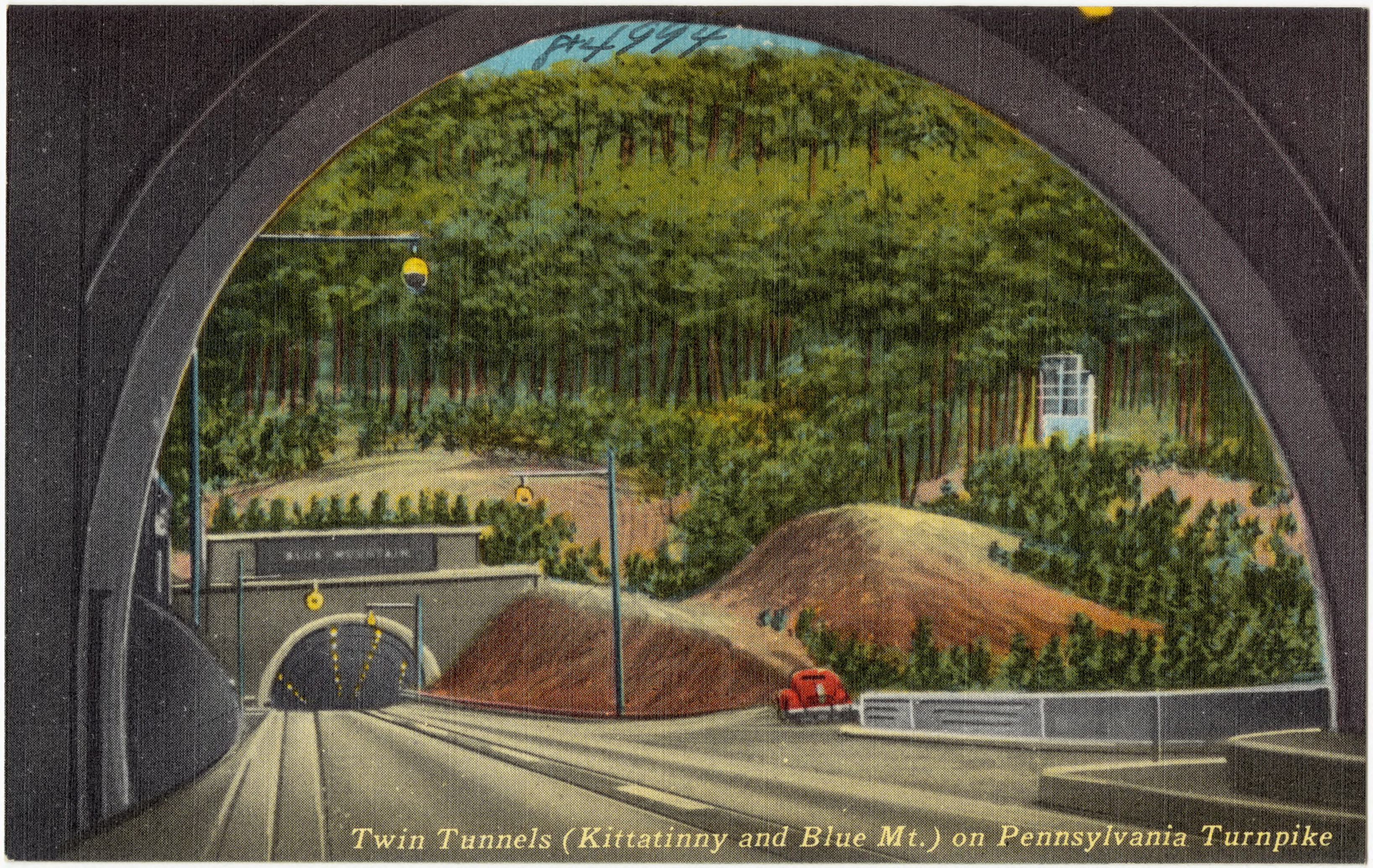
Twin Tunnels (Kittatinny and Blue Mountain.) sur le Pennsylvania Turnpike. Idem
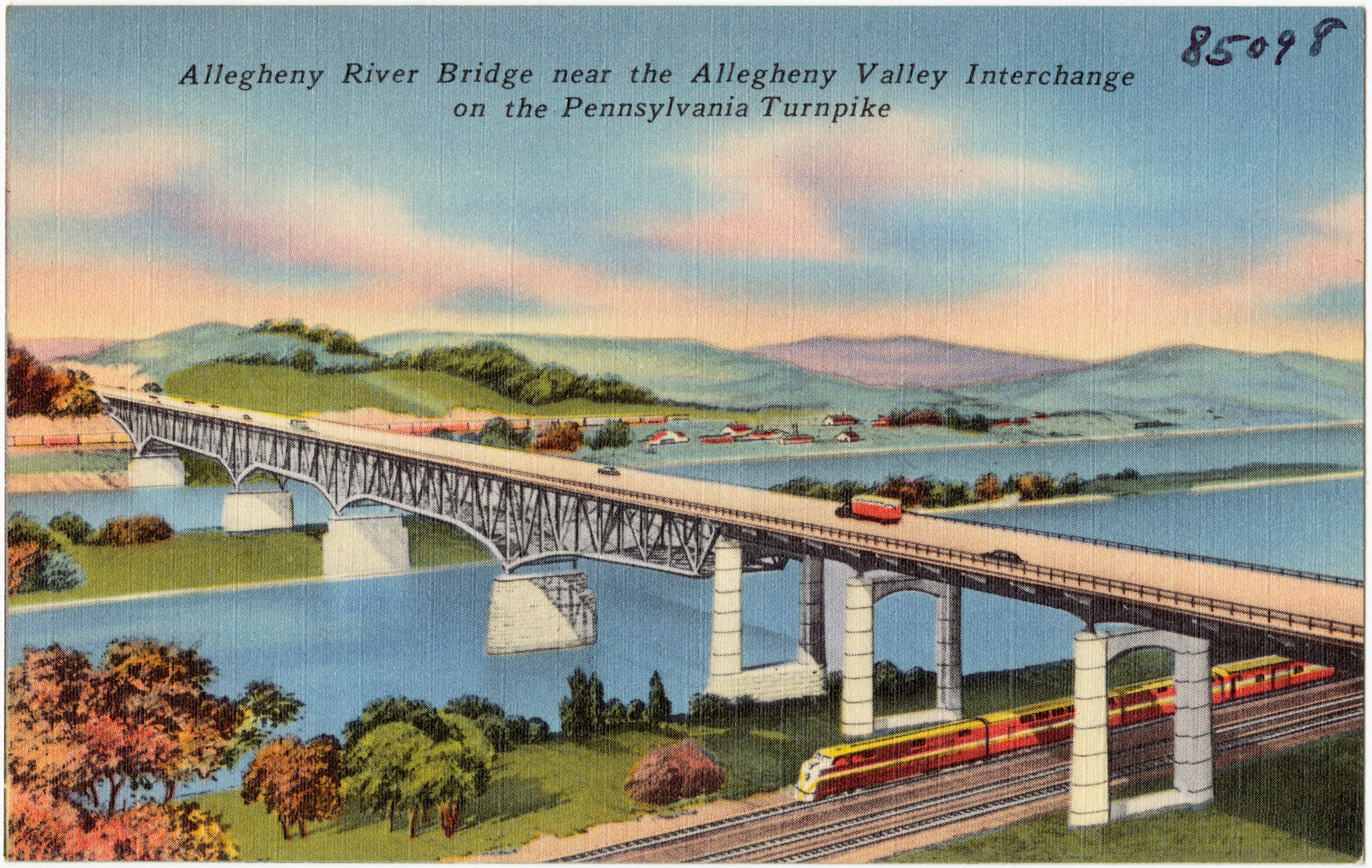
Pont de l'Allegheny River près de l'Allegheny Valley Interchange sur the Pennsylvania Turnpike. Idem